# Hibbertia
Hibbertia, o flor de Guinea, es un género de arbustos trepadores perteneciente a la familia Dilleniaceae.  Comprende 292 especies descritas y de estas, solo 7 aceptadas, aunque existen una gran cantidad de especies pendientes de aceptar.

## Descripción
Las flores tienen cinco pétalos y en todas las especies tiene el color amarillo con variación en sus tonos, con la excepción de  H. stellaris, H. miniata y H. selkii, que tienen las flores naranjas. Las flores requieren polinización por zumbido.
El género incluye unas 150 especies pero se pueden incrementar según revisión del Helmut Toelken of the South Australian Herbarium . Al menos 60 de estas especies son endémicas del oeste de Australia.

### Identificación
Dada la similitud del color de sus flores y tonos (En casi todas las especies tiene los cinco pétalos aovados), el número de estambres es usualmente el método para su identificación, pues puede variar desde los 4 a los 200, dependiendo de la especie.

## Taxonomía
El género fue descrito por Henry Charles Andrews y publicado en Bot. Repos. 2:. 1800.
Etimología
Hibbertia; nombre genérico nombrado en honor de George Hibbert (1757 - 1837), un eminente botánico inglés. 

## Lista de especies
- Hibbertia amplexicaulis

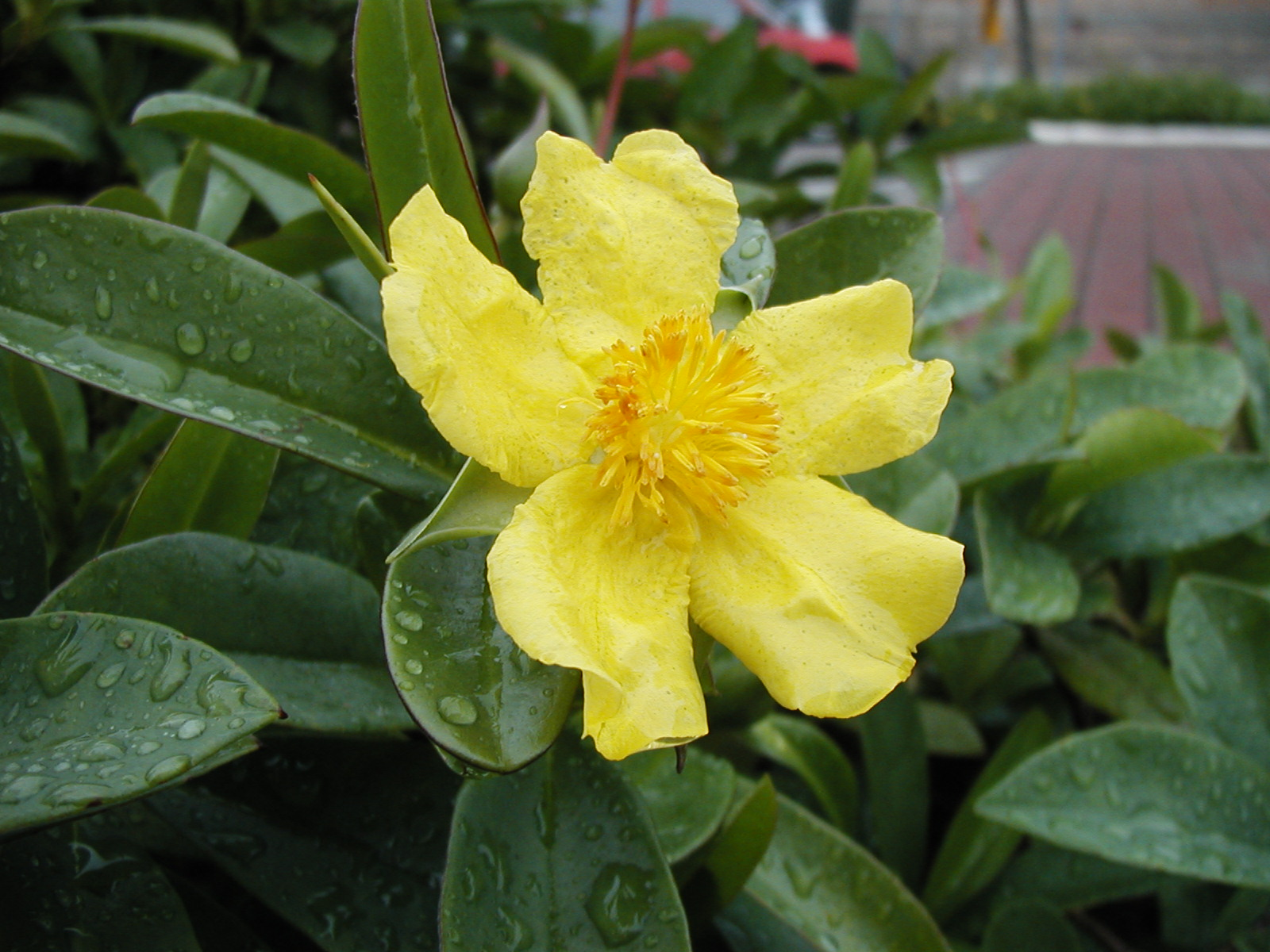
Hibbertia scandens

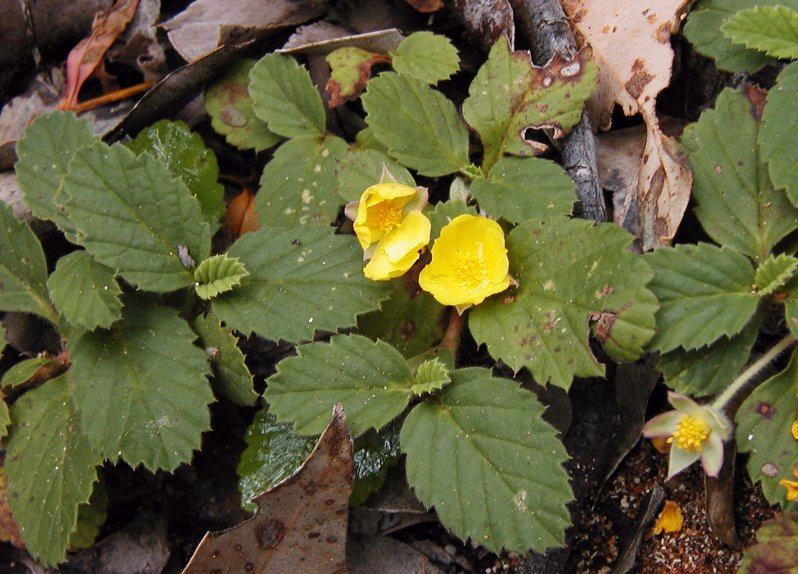
Hibbertia grossulariifolia, Margaret River region, WA.

- Hibbertia aspera - Rough Guinea Flower
- Hibbertia banksii
- Hibbertia basaltica
- Hibbertia bracteata
- Hibbertia cuneiformis
- Hibbertia dentata
- Hibbertia diffusa
- Hibbertia empetrifolia
- Hibbertia furfuracea
- Hibbertia grossulariifolia
- Hibbertia hirta
- Hibbertia linearis
- Hibbertia miniata
- Hibbertia obtusifolia
- Hibbertia pedunculata
- Hibbertia procumbens
- Hibbertia scandens
- Hibbertia selkii
- Hibbertia serrata
- Hibbertia sericea
- Hibbertia serpyllifolia
- Hibbertia stellaris
- Hibbertia vestita